# Berlin Air Safety Center

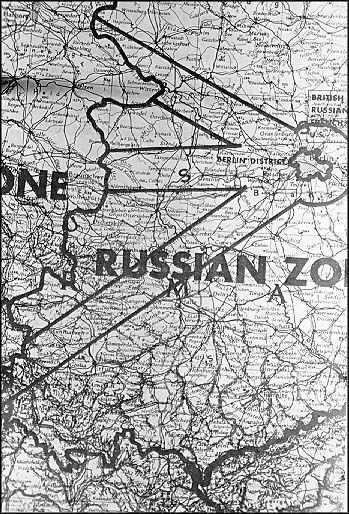
Mappa dei corridoi aerei per Berlino

Il Berlin Air Safety Center (BASC) iniziò ad operare immediatamente dopo la fine della seconda guerra mondiale e fu una delle uniche due organizzazioni delle Quattro Potenze che esistettero durante la Guerra Fredda.
Il suo scopo principale era quello di assicurare diplomaticamente la sicurezza del traffico aereo alleato da e verso i settori occidentali di Berlino, dalla minaccia delle difese aeree sovietiche e della Germania Est.
Formato nell'estate del 1945, il BASC restò operativo fino alla caduta del Muro di Berlino nel 1989.  
Situato nell'edificio dell'Allied Control Authority, il BASC era gestito continuamente da rappresentanti militari americani, britannici e francesi assieme a due rappresentanti sovietici; un controllore e un interprete. Questi ufficiali lavorarono in stretta collaborazione, per assicurare la sicurezza degli aerei alleati 24 ore su 24.
Coordinandosi strettamente con il controllo del traffico aereo del BARTCC (Berlin Air Route Traffic Control Center) dell'aeroporto di Tempelhof, i rappresentanti del BASC verificavano i nullaosta diplomatici, protestavano contro le invasioni sovietiche degli spazi aerei alleati, e gestivano le ramificazioni politiche delle defezioni di chi riusciva a fuggire a Berlino Ovest dal blocco orientale, con un aereo rubato.
Le tensioni raggiunsero un comprensibile picco durante il Ponte aereo per Berlino del 1948-49, anche se il successo della campagna fu dovuto in gran parte al coordinamento svolto all'interno del BASC.